# 明西街道
明西街道，是中华人民共和国安徽省滁州市明光市下辖的一个乡镇级行政单位。

## 行政区划
明西街道下辖以下地区：
岗集村、蔡岗村、西徐村、王巷村、东潘村、后薛村、马岗村和梁山村。